# حمد مددی
حمد مددی (انگلیسی: Hamad Madadi؛ زادهٔ ۷ ژوئیهٔ ۱۹۸۸) بازیکن هندبال ایرانی‌تبار اهل قطر است.